# Tokugawa Ienobu
Tokugawa Ienobu (徳川 家宣?; Kōfu, 11 giugno 1662 – 12 novembre 1712) è stato un militare giapponese.
Primogenito di Tokugawa Tsunashige e nipote di Ietsuna e Tsunayoshi, fu il sesto shōgun dello shogunato Tokugawa.

## Giovinezza
Ienobu nacque da una concubina di Tsunashige, nominato daimyō di Kōfu dopo l'ascesa a shōgun di suo fratello Ietsuna; non si sa molto della sua infanzia, ma essendo destinato a succedere al padre fu educato come un daimyō. Allo shogunato si susseguirono i suoi zii, ma nessuno dei due ebbe eredi maschi; cominciava ad essere evidente la possibilità che Ienubu ascendesse allo shogunato, ed intanto egli usò questa posizione per rafforzare la sua autorità come daimyō di Kofu (il padre era morto negli anni 1680).
Nel 1694, un rōnin, Arai Hakuseki, fu nominato consigliere e tutore personale di Ienobu; Hakuseki era un professore di Edo, raccomandato dal filosofo neoconfuciano Kinoshita Jun'an. Fino al 1709 Hakuseki gli impartì circa 2000 lezioni di classici cinesi e confuciani, come raccomandato dallo shōgun Tsunayoshi che amava particolarmente le dottrine confuciane e neoconfuciane. Durante questo periodo Hakuseki scrisse lo Hankanfu, una storia di vari feudi dal 1600 al 1680, probabilmente destinato a preparare Ienobu sulle terre che avrebbe dovuto amministrare come shōgun.

## Shogunato
Nel 1709, Tsunayoshi morì senza eredi maschi, e Ienobu, rimasto l'ultimo discendente diretto di Tokugawa Ieyasu, fu nominato shōgun; Hakuseki divenne il suo consigliere. Spesso è loro attribuito il merito di aver trasformato lo shogunato da una dittatura militare in un'amministrazione civile, ma il processo era già cominciato nella generazione precedente.
La prima cosa che Ienobu fece, come gli veniva richiesto da più parti, fu di abolire molte leggi ed editti un po' eccentrici di suo zio Tsunayoshi, e di togliere potere ai ciambellani. Nel 1710, Ienobu modificò il Buke-Sho-Hatto, senza tuttavia alterarne il contenuto, e ridusse il controllo della censura (potenziata da Tsunayoshi) raccomandando invece che fosse permesso ai pensieri e sentimenti del popolo di raggiungere le alte gerarchie del bakufu; ridusse inoltre le pene e riformò il sistema giudiziario; riformò l'economia e comandò la produzione di monete d'oro per stabilizzarla. Il neoconfucianesimo, favorito da Tsunayoshi, continuò invece ad essere supportato e patrocinato dall'amministrazione shogunale, grazie anche all'influenza di Hakuseki.
Ienobu fu il primo shōgun dopo secoli a interessarsi di riallacciare i rapporti con l'imperatore e la corte di Kyōto. Nel 1711, il reggente Fujiwara, Konoe Motohiro, giunse a Edo da Kyōto per conto della corte imperiale e in rappresentanza dell'Imperatore Nakamikado; durante l'incontro fu deciso che ai figli minori dell'imperatore sarebbe stato permesso di non prendere i voti e di formare nuovi rami della famiglia imperiale, e che alle figlie femmine sarebbe stato dato il permesso di sposarsi. Una delle figlie minori di Nakamikado, infatti, sarebbe stata data in sposa a uno dei figli minori di Ienobu. Il bakufu offrì inoltre alla corte diverse concessioni finanziarie.
In questo periodo fu anche ricevuta un'ambasciata dalla Corea, la prima dopo l'invasione operata dal Giappone con Toyotomi Hideyoshi nel 1592.
Nel 1713, a 51 anni, Ienobu morì, e gli succedette suo figlio Ietsugu, di soli quattro anni, la cui reggenza fu presa dal consigliere di Ienobu, Arai Hakuseki.